# Lou Gehrels
Lukas (Lou, ook Luck) Gehrels (Amsterdam, 25 oktober 1897 – Rotterdam, 26 september 1961) was een Nederlandse biljarter. Hij nam tussen seizoen 1929–1930 en 1946–1947 achttien keer deel aan Nederlandse kampioenschappen ankerkader in de ereklasse.

## Titels
- Nederlands kampioen (7x)

Kader 35/2 (1x): 1e klasse 1925–1926
Ankerkader 45/2 (6x): 2e klasse 1925–1936, 1927–1928, 1932–1933, 1933–1934, 1934–1935, 1934–1935

## Deelname aan Nederlandse kampioenschappen in de Ereklasse
| Nr. | Kampioenschap     | Plaats     | Klassering | Alg. gemiddelde |
| --- | ----------------- | ---------- | ---------- | --------------- |
| 1.  | AK 45/2 1929–1930 | Den Haag   | 4e         | 10,52           |
| 2.  | AK 45/2 1930–1931 | Leeuwarden | 7e         | 8,49            |
| 3.  | AK 45/2 1933–1934 | Amsterdam  | 6e         | 11,56           |
| 4.  | AK 71/2 1934–1935 | Amsterdam  | 5e         | 7,44            |
| 5.  | AK 71/2 1935–1936 | Amsterdam  | 4e         | 6,48            |
| 6.  | AK 45/1 1935–1936 | Den Haag   | 6e         | 7,01            |
| 7.  | AK 45/2 1936–1937 | Arnhem     | 8e         | 10,26           |
| 8.  | AK 71/2 1936–1937 | Amsterdam  | 6e         | 7,37            |
| 9.  | AK 45/2 1937–1938 | Den Haag   | 7e         | 11,45           |
| 10. | AK 71/2 1937–1938 | Amsterdam  | 7e         | 7,74            |
| 11. | AK 71/2 1939–1940 | Amsterdam  | 7e         | 9,32            |
| 12. | AK 45/2 1939–1940 | Rotterdam  | 8e         | 10,87           |
| 13. | AK 45/1 1941–1942 | Rotterdam  | 4e         | 8,69            |
| 14. | AK 45/2 1941–1942 | Amsterdam  | 7e         | 10,34           |
| 15. | AK 71/2 1941–1942 | Amsterdam  | 5e         | 11,39           |
| 16. | AK 45/1 1942–1943 | Rotterdam  | 7e         | 8,92            |
| 17. | AK 45/1 1943–1944 | Amsterdam  | 4e         | 9,03            |
| 18. | AK 45/1 1946–1947 | Rotterdam  | 6e         | 9,88            |